# 南阿蘇村立南阿蘇西小学校
南阿蘇村立南阿蘇西小学校（みなみあそそんりつ みなみあそにししょうがっこう）は、熊本県阿蘇郡南阿蘇村河陽にある小学校。

## 沿革
- 2012年（平成24年） - 長陽小学校、長陽西部小学校、立野小学校を統合し開校、校舎は旧長陽小学校を継承した[1]。

## 通学区域
- 東下田、下田、加瀬、川後田、喜多、長野、袴野、栃木、沢津野、乙ケ瀬、黒川、下野、赤瀬、立野、新所、立野駅[2]

## 進学先中学校
- 南阿蘇村立南阿蘇中学校

## 学校周辺
- 加勢駅